# Mikayla Cowling
Mikayla Cowling (Walnut Creek, 4 settembre 1996) è una cestista statunitense.

## Carriera
È stata selezionata dalle Connecticut Sun al terzo giro del Draft WNBA 2018 (33ª scelta assoluta).